# 酸化鉄(III)
酸化鉄(III)（さんかてつ さん、Iron(III) oxide）は、酸化第二鉄（さんかだいにてつ、ferric oxide）、ヘマタイト (Hematite)、赤色酸化鉄（せきしょくさんかてつ、red iron oxide）、合成磁赤鉄鉱（ごうせいじせきてっこう、maghemite）、弁柄（べんがら、colcothar）、三酸化二鉄（さんさんかにてつ）、三二酸化鉄（さんにさんかてつ）、あるいは単に錆として知られる、幾つか存在する鉄の酸化物の一つで、常磁性を示し、組成式はFe2O3で示される化学物質である。
結晶は硬く金属光沢をもった黒色だが、粉末になると赤褐色を示す。一般的にみられるものは常温常圧で生成した微結晶の集合で、非常にもろい赤褐色の固体。水酸化鉄の脱水や、金属鉄の自然酸化によって生ずる。赤鉄鉱を構成しており、これを還元して金属鉄を得る。「赤さび」と呼ばれる錆は、鉄の自然酸化によってこの物質ができることによって生ずる。
2008年度日本国内生産量は 148,413t、消費量は 3,976t である。

## 多形

### α相
α-Fe2O3は菱面体晶でコランダム構造 (α-Al2O3) の通常見られる酸化鉄(III) の結晶形である。自然界では鉱物のヘマタイトとして産出して主要な鉄鉱石として採掘される。臨界温度950 K以上では反磁性を示す。そして熱分解や溶液からの沈殿により容易に製造することができる。

### β相
面心立方構造の準安定状態の物質で、500度以上の温度域でα相に変化する。ヘマタイトを炭素で還元したり、塩化鉄(III) 溶液や硫化鉄(III) を熱分解して得ることができる。

### γ相
立方構造の準安定状態の物質で、高温域でα相に変化する。自然界では磁赤鉄鉱として産出する。フェリ磁性を示し、10ナノメートル以下の超微粒子状態では超常磁性を示す。γ-オキシ水酸化鉄の熱脱水素化や、酸化鉄(II,III) を慎重に酸化することにより得ることができる。高純度粒子を得るにはシュウ酸鉄(III) の熱分解で製造する。

### ε相
斜方晶構造でγ相からα相への変態の途中でみることができる。それ故単一相の物質として製造することはできず、常にα相とγ相との混在状態で存在する。ε相の比率が高い素材はγ相の熱分解で調製する。ε相は準安定状態で500 - 750度の温度域でα相へ変態する。電気放電で生じた鉄の酸化物や硝酸鉄(III) から沈殿したゲルの中にも見られる。

### その他の相
高圧状態ではアモルファスが知られている。

## 用途

### 磁気記録
酸化鉄(III) は磁気記録に利用され、例としてはフロッピーディスクの磁性面に利用されている。それは双軸性PETフィルム (w:en:PET film (biaxially oriented)) に酸化鉄(III) が塗布され、微粒子がデータの二進数表現にしたがって帯磁することで記録される。磁気インク文字認識 (MICR) は酸化鉄(III) 化合物をインク中にけん濁させ、特殊な機器により読み取ることができるようにしている。
（文章や写真など）社会での情報記録の大半は酸化鉄(III) の薄膜に磁気パターンとして記録されている。それは光ディスクや紙媒体の本あるいはマイクロフィルムなど、他の代替物のビット当たりコストに比べ鉄を基材とした磁気メディアのビット当たりコストがはるかに低い為である。

### 研磨剤
酸化鉄(III) の非常に細かい粒子はjeweller's rouge、 red rougeあるいは単にrougeと呼ばれ、金属装飾品やガラスレンズに利用されている。歴史的にはrougeは化粧品としても利用された。
Rougeは酸化セリウム(IV) など次第に現代的な研磨剤に置き換えられつつあるが、光学機器や装飾品の上質な輝きを求める細工師などはいまだに利用している。金を磨く際にRougeはわずかに染色することで部品の輝き具合に影響を与える。Rougeは粉末状の固体で、糊状にして研磨布と組み合わせたり、（蝋やグリースと混合して）棒状にして利用する。酸化第二鉄以外の研磨剤もRougeと呼ばれることもあるが、そのばあいは酸化鉄は含まれていない。装飾細工師は装飾品からrougeを取り除くのに超音波洗浄機を利用する。

### 化学
酸化鉄(III) は溶鉱炉で金属鉄を製造するのに利用されている。また、酸化鉄(III) はテルミット法と呼ばれる激しい発熱反応にも利用される。
{\displaystyle {\ce {2 {Al}+ Fe2O3 -> {2Fe}+ Al2O3}}}

### 色素

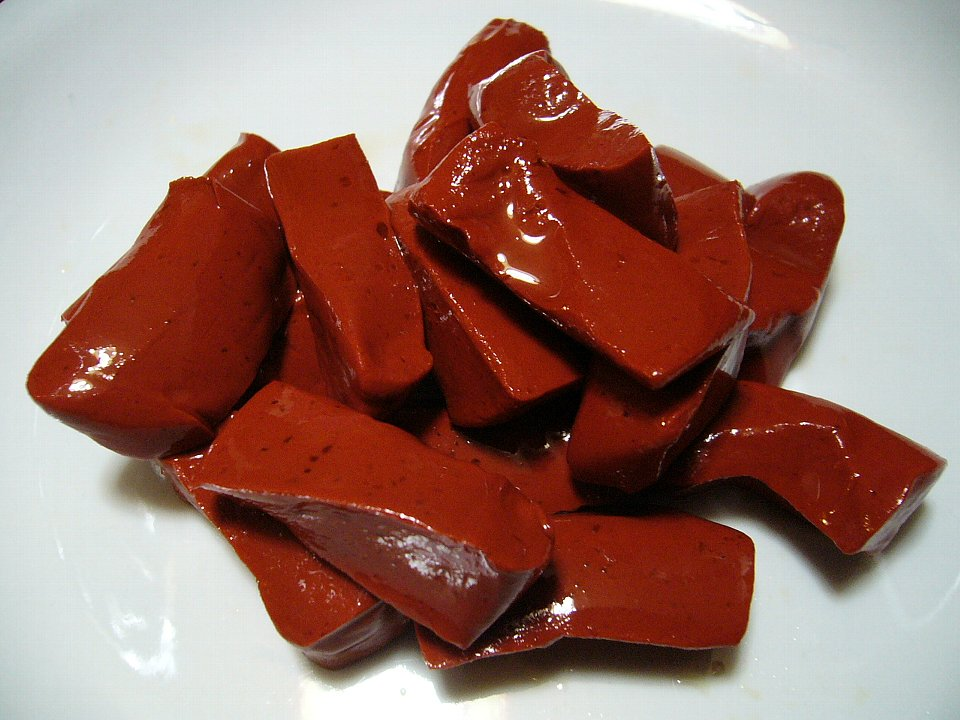
酸化鉄で赤く着色したこんにゃく

酸化鉄(III) は色素としても利用され、Pigment Brown 6、 Pigment Brown 7そしてPigment Red 101などと呼ばれている。いくつかの色素、たとえば Pigment Red 101やPigment Brown 6はアメリカ食品医薬局は化粧品に利用することを許可している。滋賀県の近江八幡市付近では、酸化鉄で赤く着色した赤こんにゃくが伝統的に生産、消費されている。
陶芸の釉薬とされる。焼きにより分解して Fe3O4 の黒色を生じる。

### 医療
酸化鉄(III) のナノ粒子は医療機材として応用され、核磁気共鳴画像法のコントラスト造影剤としても利用されている。そしてこれを癌組織を標識させると磁気制御による薬剤輸送にも、局所的な温熱療法にも利用される。あるいは磁性流体の製造にも利用される。